# جيري ونايت
جيري ونايت (بالإنجليزية: Jerry Knight)‏ هو مغني أمريكي، ولد في 14 أبريل 1952 في لوس أنجلوس في الولايات المتحدة، وتوفي بنفس المكان في 29 ديسمبر 1996.

## روابط خارجية
- جيري ونايت على موقع IMDb (الإنجليزية)
- جيري ونايت على موقع ميوزك برينز (الإنجليزية)
- جيري ونايت على موقع أول ميوزيك (الإنجليزية)
- جيري ونايت على موقع ديسكوغز (الإنجليزية)